# Joseph Salvador Marino
Joseph Salvador Marino ou mais comumente Joseph Marino (Birmingham, 23 de janeiro de 1953), é um prelado americano da Igreja Católica que trabalha no serviço diplomático da Santa Sé desde 1988.  Foi nomeado presidente da Pontifícia Academia Eclesiástica em outubro de 2019, depois de representar a Santa Sé na Malásia, Timor Leste e Brunei por seis anos.

## Biografia
Joseph Salvador Marino nasceu em Birmingham, Alabama, em 23 de janeiro de 1953,  um dos três filhos de Salvador Marino, engenheiro elétrico, e Josephine Marino. Ele cresceu no bairro de Ensley, em Birmingham, e se formou na John Carroll High School em 1971.  Foi ordenado sacerdote em 25 de agosto de 1979, para a Diocese de Birmingham .
Ele se formou em filosofia e psicologia pela Universidade de Scranton e em teologia e teologia bíblica pela Pontifícia Universidade Gregoriana enquanto morava no North American College de 1975 a 1980.  Ele retornou a Birmingham para quatro anos de trabalho pastoral como associado. pastor na Catedral de São Paulo.  Em 1984 ele ingressou na Pontifícia Academia Eclesiástica para se preparar para uma carreira no serviço diplomático enquanto obtinha um doutorado em direito canônico no gregoriano.
Ele ingressou no serviço diplomático da Santa Sé em 15 de julho de 1988. Suas primeiras tarefas incluíram passagens pelas Filipinas de 1988 a 1991, Uruguai de 1991 a 1994 e Nigéria de 1994 a 1997. De 1997 a 2004, ele trabalhou nos escritórios da Secretaria de Estado em Roma, onde ele era responsável pelos Bálcãs. Ele participou como funcionário sênior de duas missões diplomáticas: a visita do cardeal Jean-Louis Pierre Tauran a Belgrado em 1 de abril de 1999, que buscava uma solução para o conflito no Kosovo; e a reunião entre o presidente dos EUA George W. Bush e o cardeal Pio Laghi, em que a Santa Sé esperava impedir que os EUA iniciassem uma guerra contra o Iraque. 
Ele estava trabalhando na Nunciatura Apostólica ao Reino Unido quando, em 12 de janeiro de 2008, o Papa Bento XVI o nomeou arcebispo titular e Núncio Apostólico em Bangladesh.  Ele recebeu sua consagração episcopal do cardeal Jean-Louis Pierre Tauran em 29 de março de 2008, na Catedral de St. Paul, em Birmingham. 
Em 16 de janeiro de 2013, o Papa Bento XVI nomeou o Núncio Apostólico Marino na Malásia, o Núncio Apostólico em Timor-Leste e o Delegado Apostólico em Brunei.  Ele negociou o acordo de 2015 entre a Santa Sé e Timor-Leste. 
O Papa Francisco o nomeou presidente da Pontifícia Academia Eclesiástica em 11 de outubro de 2019.  Ele é o segundo americano a liderar a escola. 